# Ghiacciaio Williams
Il ghiacciaio Williams è un ghiacciaio lungo circa 7 km situato nella regione centro-occidentale della Dipendenza di Ross, nell'Antartide orientale. Il ghiacciaio, il cui punto più alto si trova a circa 3000 m s.l.m., si trova nella parte nord-occidentale della dorsale Royal Society, dove fluisce verso nord, partendo dal versante settentrionale del monte Potter e scorrendo a ovest dell'estremità settentrionale della cresta Johns Hopkins, fino a unire il proprio flusso a quello del ghiacciaio Emmanuel.

## Storia
Il ghiacciaio Williams è stato mappato dai membri della spedizione Terra Nova, condotta dal 1910 al 1913 e comandata dal capitano Robert Falcon Scott, ma è stato così battezzato solo nel 1994 dal Comitato consultivo dei nomi antartici in onore di Richard S. Williams Jr., un geologo del Programma Antartico degli Stati Uniti d'America che ha condotto studi relativi alla valutazione del comportamento dei flussi glaciali antartici grazie a dati di telerilevamento.